# Mad (Slowakije)
Mad (Hongaars: Nagymad) is een Slowaakse gemeente in de regio Trnava, en maakt deel uit van het district Dunajská Streda.
Mad telt 521 inwoners.